# Правительство большинства
Прави́тельство большинства́ — термин, обозначающий при многопартийной парламентской системе правительство, образуемое одной политической партией, имеющей абсолютное большинство в парламенте. 
Наиболее часто такое правительство встречается при двухпартийной системе, в частности, при Вестминстерской системе в Великобритании, на Мальте, в англоязычных странах Вест-Индии. 
Фактически правительство большинства формируется и при устойчивой коалиции двух или более партий, так, в Австралии между Либеральной партией и Национальной партией на федеральном уровне.